# Bolívia nos Jogos Olímpicos de Inverno de 1988
Bolívia participou dos Jogos Olímpicos de Inverno de 1988, realizados em Calgary, no Canadá. 
Foi a quarta aparição do país nos Jogos Olímpicos de Inverno, onde foi representado por seis atletas, sendo todos eles homens, que competiram no esqui alpino.

## Competidores
Esta foi a participação por modalidade nesta edição:
| Esporte      | Masculino | Feminino | Total |
| ------------ | --------- | -------- | ----- |
| Esqui alpino | 6         | 0        | 6     |
| Total        | 6         | 0        | 6     |

## Desempenho

### Esqui alpino
Masculino
| Atleta               | Evento         | Descida 1 | Descida 1 | Descida 2 | Descida 2 | Total   | Total | Ref.  |
| Atleta               | Evento         | Tempo     | Pos.      | Tempo     | Pos.      | Tempo   | Pos.  | Ref.  |
| -------------------- | -------------- | --------- | --------- | --------- | --------- | ------- | ----- | ----- |
| Jaime Bascon         | Slalom gigante | DSQ       | DSQ       | DSQ       | DSQ       | DSQ     | DSQ   | [ 3 ] |
| José Manuel Bejarano | Slalom gigante | 1:39.50   | 79º       | DNF       | DNF       | DNF     | DNF   | [ 3 ] |
| Guillermo Ávila      | Slalom gigante | DSQ       | DSQ       | DSQ       | DSQ       | DSQ     | DSQ   | [ 3 ] |
| Guillermo Ávila      | Slalom         | 1:16.57   | 51º       | 1:07.83   | 39º       | 2:24.40 | 38º   | [ 4 ] |
| Enrique Montano      | Slalom gigante | DSQ       | DSQ       | DSQ       | DSQ       | DSQ     | DSQ   | [ 3 ] |
| Enrique Montano      | Slalom         | 1:44.04   | 67º       | 1:23.37   | 51º       | 3:07.41 | 53º   | [ 4 ] |
| Manuel Aramayo       | Slalom         | 1:24.85   | 59º       | 1:17.46   | 48º       | 2:42.31 | 46º   | [ 4 ] |
| Luis Viscarra        | Slalom         | 1:30.45   | 61º       | 1:23.93   | 52º       | 2:54.38 | 50º   | [ 4 ] |

Legenda
| Recorde mundial      | Recorde mundial (World record)               |                       | Recorde africano                      | Recorde africano (African) |                                           | Q | Classificado por posição (Qualified) |
| Recorde olímpico     | Recorde olímpico (Olympic record)            | Recorde da América    | Recorde da América (Americas)         | q                          | Classificado por melhor tempo (Qualified) |   |                                      |
| Melhor marca do ano  | Melhor marca do ano (World leading)          | Recorde asiático      | Recorde asiático (Asian)              | DNS                        | Não largou (Did not start)                |   |                                      |
| Recorde nacional     | Recorde nacional (National record)           | Recorde europeu       | Recorde europeu (European)            | DNF                        | Não terminou (Did not finish)             |   |                                      |
| Recorde pessoal      | Recorde pessoal do atleta (Personal best)    | Recorde da Oceania    | Recorde da Oceania (Oceania)          | DSQ / DQ                   | Desclassificado (Disqualified)            |   |                                      |
| Recorde da temporada | Recorde da temporada do atleta (Season best) | Recorde sul-americano | Recorde sul-americano (South America) | NM                         | Sem marca (No mark)                       |   |                                      |